# Melach HaArets
Melach HaArets (Zout der Aarde) was een tweemaandelijks messiaans tijdschrift van Stichting Beth Yeshua Nederland in Amsterdam dat sinds 1991 ook een Nederlandstalige editie had.
Het tijdschrift verscheen sinds 2012 zes keer per jaar en gaf voorlichting over ontwikkelingen binnen Nederland en bevatte onder meer Bijbelgedeelten van de week (Parasjat Hasjawoea) en de Hoogtijdagen van de Heer. Het werkt met een team van medewerkers die een combinatie van nieuws, projecten in Israël en achtergronden brengen van het dagelijkse leven; zowel in het papieren tijdschrift als op het internet. Het tijdschrift verschijnt in tien landen (België, Curaçao, Engeland, Frankrijk, Hongarije, Israël, Nederland, Suriname, Verenigde Staten van Amerika en Zwitserland).
In 2020 verscheen Melach HaArets enkel als e-magazine waarna werd overgegaan op digitaal studiemateriaal zoals de wekelijkse parasja via het YouTube-kanaal.